# زیردریایی آراو-۱۰۶
زیردریایی آراو-۱۰۶ (به انگلیسی: Japanese submarine Ro-106) یک زیردریایی بود که طول آن ۶۰٫۹ متر (۱۹۹ فوت ۱۰ اینچ) بود. این زیردریایی در سال ۱۹۴۲ ساخته شد.